# Płudy (Łuków)
Pour les articles homonymes, voir Płudy.
Płudy (prononciation : [ˈpwudɨ]) est un village polonais de la gmina de Trzebieszów dans le powiat de Łuków de la voïvodie de Lublin dans l'est de la Pologne.
Il se situe à environ 16 kilomètres au nord-est de Łuków (siège du powiat) et 86 kilomètres au nord de Lublin (capitale de la voïvodie).
Le village comptait approximativement une population de 66 habitants en 2009.

## Histoire
De 1975 à 1998, le village est attaché administrativement à l'ancienne voïvodie de Siedlce.
Depuis 1999, il fait partie de la nouvelle voïvodie de Lublin.